# Netlog
Netlog je bilo belgijsko spletno družbeno omrežje, ki je nastalo leta 1999 pod imenom ASL in nehalo delovati leta 2015.
Leta 2011 je bil drugo najbolj priljubljeno spletno omrežje v Sloveniji. Na njegov zaton je vplivala rastoča priljubljenost Facebooka.